# Броненосці берегової оборони типу «Кьонінгін Регентес»
Броненосці берегової оборони типу «Кьонінгін Регентес» - тип броненосців берегової оборони  (офіційно «pantserschepen», «броньовані кораблі») Королівського флоту Нідерландів. Включав такі кораблі як «Кьонінгін Регентес», «Де Рюйтер» та «Гертог Генрік».

## Конструкція

Броненосець берегової оборони під час служби в Нідерландській Ост-Індії

У порівнянні з попереднім поколінням нідерландських броненосців берегової оборони у цих кораблів збільшилися розміри, головний калібр, але кількість гармат цього калібру зменшилась до двох. Вони також отримали повноцінні башти. Мали броньований пояс по всій довжині корабля. 
На відміну від сучасних ним скандинавських броненосців берегової оборони завдяки більшим розміром були досить морехідними кораблями, оскільки мали, зокрема, захищати і заокеанські володіння Нідерландів.

## Кораблі типу
| Ім'я              | Закладені           | Спущено на воду      | Введено в експлуатацію | Знятий з експлуатації | Суднобудівний завод                                             |
| ----------------- | ------------------- | -------------------- | ---------------------- | --------------------- | --------------------------------------------------------------- |
| Koningin Regentes | 1898 рік            | 24 квітня 1900 р     | 3 січня 1902 року      | 1920 рік              | Rijkswerf, Амстердам                                            |
| De Ruyter         | 1900 рік            | 28 вересня 1901 року | 29 жовтня 1902 року    | 1923 рік              | Maatschappij voor Scheeps- en Werktuigbouw Fijenoord, Роттердам |
| Hertog Hendrik    | 8 березня 1901 року | 7 червня 1902 року   | 5 січня 1904 року      | 27 вересня 1968 року  | Rijkswerf, Амстердам                                            |

## Служба
1926 року на «Гертог Генрік» було розміщено два гідролітаки за рахунок демонтажу кормової артилерійської установки. Була запланована утилізація корабля 1940 року, але через початок Другої світової війни його повернули у стрій як плавучу батарею Vliereede. Захоплений німцями і перетворений на зенітну несамохідну плавучу батарею Ariadne. Після війни корабель повернули Нідерландам і він використовувався як плавуча казарма.